# 空閑俊憲
空閑俊憲（くが としのり、1946年 - ）は、日本の美術家・チベット音楽演奏家。

## 人物・来歴
福岡県出身。福岡県立八幡中央高等学校を卒業後、上京。いくつかの美術研究所、美術大学に在籍したが、むしろ詩人・瀧口修造を師と仰いで、13年間書斎へ通いながら学ぶ。
1971年頃から銀座アートギャラリー、田村画廊などでグループ展・個展を開催。1977年、作品集＜KAZUO OKAZAKI＞を瀧口修造の協力を得て、4年がかりで編集発行する。
1979年、瀧口の逝去を機にニューヨークへ移住する。油彩画・ブラックライト・ペインティングなどによる活発な創作活動を展開。箱作品の制作も開始する。
1997年に一時帰国し、ギャラリーサカ（東京）で個展『Boxology/箱学』を開催。文化学院で「箱学／ボクソロジー」について講義する。2009年帰国。2010年、東京外国語大学にて、実演を兼ねたチベット音楽講義を行う。同年『洪水』誌（池田 康、編集発行）に執筆。
2011年7月末より2012年3月まで、世田谷区立玉川台図書館で彫刻家、岡崎和郎をとりあげ、その企画と文を担当した。

## チベット音楽
空閑のチベット音楽は一枚の古いチベット写真に啓示を受けたことに始まった。チベット音楽演奏家、タシ・クンガとしてダライ・ラマ法王の御前で日本人として初めて独奏。アメリカ、日本の各地で公演している。
2019年8月、川崎市岡本太郎美術館　Plemiam Taro Nightにて ライブ。朗読(中川悠歩)、エレキダムニェン(流間蛙)とともに詩「海の涙」の朗読に併せた演奏を実施。
2019年10月　チベット亡命政府60周年に伴ったTIPA(The Tibetan Institution of Performing Arts)創立60周年記念イベントとしての第一回TIPA国際会議に日本人で唯一の招待を受ける、講義と演奏。